# Simon Crane (kaskader)
Simon Crane (ur. 1960 w Twickenham, Londyn) – brytyjski kaskader, koordynator kaskaderów, drugi reżyser i reżyser filmowy. 

## Życiorys
Simon Crane jest jednym z najbardziej znanych kaskaderów, pracując przy największych filmach akcji i franczyzach w historii kina, takich jak Obcy – decydujące starcie (1986), Superman IV (1987), Indiana Jones i ostatnia krucjata (1989), Batman (1989), Terminator 3: Bunt maszyn (2003), X-Men: Ostatni bastion (2006) i Faceci w czerni III (2012).
Crane był bardzo popularny w serii filmów o przygodach brytyjskiego agenta Jamesa Bonda. Zaczynał w Zabójczym widoku (1985), potem został dublerem Timothy’ego Daltona w niebezpiecznych scenach filmu W obliczu śmierci (1987), a następnie uzyskał stopień drugiego koordynatora kaskaderów w filmie Licencja na zabijanie (1989). W roku 1995 został zatrudniony jako koordynator kaskaderów w filmie GoldenEye (1995). Od tamtej pory jest drugim reżyserem lub koordynatorem kaskaderów przy każdym filmie, nad którym pracuje.
Po serii Bondów Crane koordynował prace kaskaderów przy nagrodzonych Oscarem filmach Titanic (1997) i Szeregowiec Ryan (1998). W 2014 roku Simon Crane zdobył Nagrodę Gildii Aktorów Ekranowych za wybitną kreację aktorską zespołu kaskaderów w filmie Niezłomny (2014).

## Rekord Guinnessa
Podczas kręcenia filmu Na krawędzi (1993), grający w nim główną rolę Sylvester Stallone zapłacił Simonowi Crane’owi milion dolarów z własnej kieszeni, aby kaskader przemieścił się za pomocą liny między dwoma samolotami na wysokości 15 000 stóp (4,6 km) – co zostało wpisane do Księgi rekordów Guinnessa.